# L'anello tragico
L'anello tragico (Savoy-Hotel 217) è un film del 1936 diretto da Gustav Ucicky.

## Trama
Ai tempi della Russia zarista, all'hotel Savoy si trova ospite la coppia formata da Nastasja Andrejevna Daschenko e Fedor Fedorovich Daschenko. Durante una discussione, il marito - credendosi tradito - spara alla moglie. Una serie di eventi porta all'incriminazione per omicidio di Andrej, il cameriere del piano. L'uomo però riesce a sfuggire all'arresto e, presa l'indagine nelle sue mani, porta gli inquirenti a scoprire il vero assassino.

## Produzione
Il film fu prodotto dall'Universum Film (UFA) (Berlin) (Herstellungsgruppe Fritz Podehl). Venne girato nel febbraio/marzo 1936.

## Distribuzione
Distribuito dall'Universum Film (UFA), uscì nelle sale cinematografiche tedesche il 7 aprile 1936. A Berlino, fu presentato l'11 aprile all'Ufa-Palast am Zoo.